# Gynura cusimbua
Gynura cusimbua là một loài thực vật có hoa trong họ Cúc. Loài này được (D.Don) S.Moore mô tả khoa học đầu tiên năm 1912.